# Hjemme Hos Lau
Hjemme Hos Lau er et dansk band fra Middelfart, som spiller akustisk visepop
Bandet, der har eksisteret siden 2005, eksperimenterer en del med instrumenter, der ikke forbindes med pop/rock – såsom harmonika, kontrabas, melodika, jødeharpe og klokkespil. 
Den første udgivelse fra bandet var live-cd'en "Direkte". Bandet spiller ofte med persiske tæpper og stearinlys på scenen for at skabe en hyggelig stemning. Hjemme Hos Lau har fået tilbudt flere pladekontrakter, men har ikke skrevet under på nogen.
Bandet består af: 
- Søren Lau Hermansen (tekst- og melodiforfatter, sang, guitar)
- Simon Bentholm (guitar, kor m.m.)
- Martin Larsen (percussion, papkasse m.m.)
- Peter Kofod (kontrabas, kor m.m.)